# Бюхе, Альберт
Альбе́рт Бюхе (нем. Albert Büche; 1911 — дата смерти неизвестна) — швейцарский футболист, играл на позиции нападающего. Участник чемпионата мира 1934 года.

## Биография

### Игровая карьера
В течение семи сезонов играл за «Нордштерн» из Базеля. В 1935 году перешёл в «Биль-Бьенн», за который сыграл 26 матчей и вернулся в «Нордштерн». Завершил карьеру в 1939 году.
Дебютировал в сборной Швейцарии 29 марта 1931 года в матче со сборной Италии — та встреча завершилась со счётом 1:1. Входил в состав сборной Швейцарии на чемпионате мира 1934 года, но на поле не выходил. Всего за сборную Швейцарии сыграл 5 матчей и забил 2 гола.